# Aimée-Olympe Desclée
Aimée Desclée (Paris, 16 de novembro de 1836 – Paris, 8 de março de 1874) foi uma atriz francesa.

## Funerais e sepultamento
Seu funeral foi realizado em 11 de março de 1874 na Igreja Saint-Laurent de Paris, na presença de "uma grande multidão" de acordo com o jornal Le Temps, incluindo representantes de todos os teatros parisienses. Vários discursos foram feitos em seu sepultamento no Cemitério do Père-Lachaise (divisão 70),
O monumento erguido em sua memória por Alexandre Dumas, filho, Ludovic Halévy, Henri Meilhac e Montigny, foi inaugurado em 9 de março de 1875. Originalmente, o monumento foi encimado por um busto de bronze criado por Albert-Ernest Carrier-Belleuse representando Aimee Desclée no papel de Frou-Frou. Roubado em novembro de 2006 e depois recuperado, o busto está agora resguardado no depósito de conservação do cemitério.

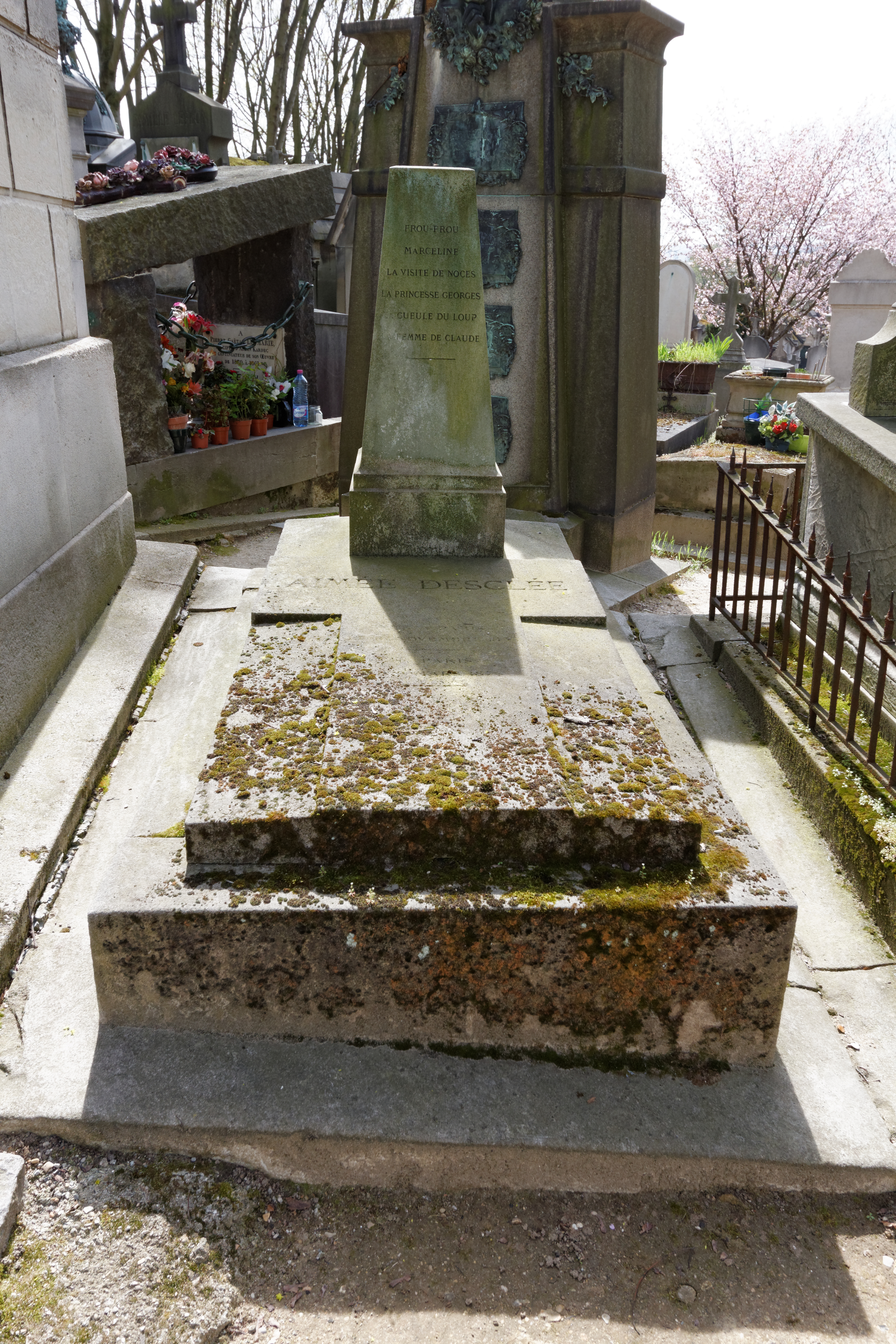
Sepultura de Aimée Desclée no Cemitério do Père-Lachaise, 2013.